# Karlay Island
Karlay Island – mała niezamieszkana wyspa z archipelagu Wysp Belchera, w regionie Qikiqtaaluk, na terytorium Nunavut, w Kanadzie. Sąsiaduje m.in. z wyspami: Mata Island, Nero Island, Dove Island, Fair Island, Bradbury Island.